# 林肯鎮區 (堪薩斯州華盛頓縣)
林肯鎮區（英語：Lincoln Township）為美國堪薩斯州華盛頓縣轄下的鎮區。2010年美国人口普查中此鎮區人口有55人。

## 地理
林肯鎮區涵蓋總面積為93.2平方（35.99平方英里），其中陸地面積為92.9平方（35.87平方英里），水域面積為0.31平方（0.12平方英里）或0.33%。

## 人口統計
根據2010年美國人口普查，林肯鎮區人口有55人，其中男性有33人，女性有22人，人口密度為每平方公里0.59人，住房計36戶。鎮區內的白人有51人，非裔美國人有0人，美洲原住民有0人，亞裔美國人有0人，太平洋島裔美國人有0人，其他種族有4人，混血種族則有0人。此外鎮區內有4人為西班牙裔或拉丁裔美國人。此鎮區之年齡中位數為56.5歲，而男性年齡中位數為47.5歲，女性年齡中位數為58.0歲。